# Francis Spencer (1. baron Churchill)
Francis Almeric Spencer (ur. 26 grudnia 1779, zm. 10 marca 1845 w Brighton, Sussex) – brytyjski arystokrata i polityk, młodszy syn Charlesa Spencera, 4. księcia Marlborough i lady Caroline Russell, córki 4. księcia Bedford. Został ochrzczony 26 stycznia 1780 r. w londyńskim Covent Garden.
Polityk partii wigów. Z ich ramienia członek Izby Gmin z okręgu Oxfordshire w latach 1801–1815. Po odejściu z Izby Gmin otrzymał 11 sierpnia 1815 r. tytuł barona Churchill of Whichwood i zasiadł w Izbie Lordów. 10 grudnia 1818 r. został członkiem Towarzystwa Królewskiego. Był również Doktorem Prawa Cywilnego.
25 listopada 1800 r. poślubił lady Frances FitzRoy (1 czerwca 1780 – 7 stycznia 1866), córkę Augustusa FitzRoya, 3. księcia Grafton, premiera Wielkiej Brytanii i Elisabeth Wrottesley, córki sir Richarda Wrottesleya, 1. baroneta. Francis i Frances mieli razem sześciu synów i córkę:
- Francis George Spencer (6 października 1802 – 24 listopada 1886), 2. baron Churchill
- podpułkownik George Augustus Spencer (6 lutego 1804 – 18 stycznia 1877), ożenił się z Charlotte Munro, miał dzieci
- Caroline Elisabeth Spencer (28 czerwca 1805 – 17 grudnia 1864), żona Roberta Dillona, 3. barona Clonbrock, miała dzieci
- generał Augustus Almeric Spencer (25 marca 1807 – 28 sierpnia 1893), weteran wojny krymskiej, kawaler Legii Honorowej, ożenił się z Helen Marią Campbell, miał dzieci
- William Henry Spencer (12 kwietnia 1810 – 21 sierpnia 1900), ożenił się z Elisabeth Rose Thornhill, Louisą Mercer Call i Anną Marią Cowley Sheppard, miał dzieci
- pułkownik Robert Charles Henry Spencer (10 czerwca 1817 – 17 czerwca 1881), ożenił się z lady Louisą Spencer-Churchill (córką 6. księcia Marlborough), miał dzieci
- Charles Frederic Octavius Spencer (9 września 1824 – 12 sierpnia 1895), ożenił się z Hester Elizą Fardell, miał dzieci